# Liste der Einträge im National Register of Historic Places in Miami
Die Liste der Einträge im National Register of Historic Places in Miami führt alle 70 Bauwerke und historischen Stätten in Miami im Miami-Dade County im US-Bundesstaat Florida auf, die in das National Register of Historic Places aufgenommen wurden.

## Legende
| NRHP | Historic Place    |
| HD   | Historic District |

## Aktuelle Einträge
| [ 2 ] | Name                                                                | Bild                         | Eintragsdatum                 | Lage | Beschreibung |
| ----- | ------------------------------------------------------------------- | ---------------------------- | ----------------------------- | --- | --- |
| 1     | Algonquin Apartments                                                | Algonquin Apartments         | 4. Jan. 1989 ID-Nr. 88002985  | 1819–1825 Biscayne Boulevard 25° 47′ 37″ N, 80° 11′ 20″ W | Teil der Downtown Miami MRA |
| 2     | Atlantic Gas Station                                                | weitere Bilder               | 29. Dez. 1988 ID-Nr. 88003060 | 668 Northwest 5th Street 25° 46′ 41″ N, 80° 12′ 22″ W | Teil der Downtown Miami MRA |
| 3     | Barracks and Mess Building-US Coast Guard Air Station at Dinner Key | weitere Bilder               | 10. Aug. 1995 ID-Nr. 95000816 | 2610 Tigertail Avenue 25° 43′ 55″ N, 80° 14′ 7″ W | |
| 4     | Bay Shore Historic District                                         | weitere Bilder               | 2. Okt. 1992 ID-Nr. 92001323  | Etwa begrenzt durch die Northeast 55th Street, Biscayne Boulevard, Northeast 60th Street und Biscayne Bay 25° 49′ 45,5″ N, 80° 10′ 57,5″ W                          | |
| 5     | Brickell Mausoleum                                                  | weitere Bilder               | 4. Jan. 1989 ID-Nr. 88002977  | 501 Brickell Avenue 25° 46′ 5″ N, 80° 11′ 30″ W | Teil der Downtown Miami MRA |
| 6     | Brickell Point Site                                                 | weitere Bilder               | 5. Feb. 2002 ID-Nr. 01001534  | 401 Brickell Ave 25° 46′ 8″ N, 80° 11′ 21″ W | |
| 7     | William Jennings Bryan House                                        | William Jennings Bryan House | 20. Jan. 2012 ID-Nr. 11001029 | 3115 Brickell Ave 25° 44′ 54,8″ N, 80° 12′ 21,8″ W | |
| 8     | Central Baptist Church                                              | weitere Bilder               | 4. Jan. 1989 ID-Nr. 88002988  | 500 Northeast 1st Avenue 25° 46′ 31″ N, 80° 11′ 31″ W | Teil der Downtown Miami MRA |
| 9     | City National Bank Building                                         | weitere Bilder               | 4. Jan. 1989 ID-Nr. 88002975  | 121 Southeast 1st Street 25° 46′ 30″ N, 80° 11′ 30″ W | Teil der Downtown Miami MRA |
| 10    | City of Miami Cemetery                                              | weitere Bilder               | 4. Jan. 1989 ID-Nr. 88002960  | 1800 Northeast 2nd Avenue 25° 47′ 38″ N, 80° 11′ 27″ W | Teil der Downtown Miami MRA |
| 11    | Congress Building                                                   | weitere Bilder               | 14. März 1985 ID-Nr. 85000553 | 111 Northeast 2nd Avenue 25° 46′ 31″ N, 80° 11′ 24″ W | |
| 12    | Dade County Courthouse                                              | weitere Bilder               | 4. Jan. 1989 ID-Nr. 88002983  | 73 West Flagler Street 25° 46′ 27″ N, 80° 11′ 43″ W | Teil der Downtown Miami MRA |
| 13    | D. A. Dorsey House                                                  | weitere Bilder               | 4. Jan. 1989 ID-Nr. 88002966  | 250 Northwest 9th Street 25° 46′ 57″ N, 80° 11′ 56″ W | Teil der Downtown Miami MRA |
| 14    | Marjory Stoneman Douglas House                                      |                              | 27. Feb. 2015 ID-Nr. 15000312 | 3744 Stewart Ave. 25° 42′ 39,6″ N, 80° 15′ 12,6″ W | Heimat des Aktivisten Marjory Stoneman Douglas |
| 15    | Downtown Miami Historic District                                    | weitere Bilder               | 6. Dez. 2005 ID-Nr. 05001356  | Etwa begrenzt durch die Miami Ct., 3rd Street, 3rd Avenue und 2nd Street 25° 46′ 21,2″ N, 80° 11′ 30,6″ W                                                           | |
| 16    | Alfred I. DuPont Building                                           | weitere Bilder               | 4. Jan. 1989 ID-Nr. 88002984  | 169 East Flagler Street 25° 46′ 26″ N, 80° 11′ 27″ W | Teil der Downtown Miami MRA |
| 17    | El Jardin                                                           | weitere Bilder               | 30. Aug. 1974 ID-Nr. 74000614 | 3747 Main Highway 25° 43′ 18″ N, 80° 14′ 54″ W | |
| 18    | Fire Station No. 2                                                  | weitere Bilder               | 4. Jan. 1989 ID-Nr. 88002971  | 1401 North Miami Avenue 25° 47′ 17″ N, 80° 11′ 41″ W | Teil der Downtown Miami MRA |
| 19    | Fire Station No. 4                                                  | weitere Bilder               | 8. März 1984 ID-Nr. 84000836  | 1000 South Miami Avenue 25° 45′ 51″ N, 80° 11′ 36″ W | |
| 20    | First Coconut Grove School                                          | weitere Bilder               | 21. Jan. 1975 ID-Nr. 75000547 | 3429 Devon Road 25° 43′ 19″ N, 80° 14′ 55″ W | |
| 21    | Florida East Coast Railway Locomotive No. 153                       | weitere Bilder               | 21. Feb. 1985 ID-Nr. 85000303 | 12400 Southwest 152nd Street 25° 37′ 15″ N, 80° 24′ 22″ W | |
| 22    | Freedom Tower                                                       | weitere Bilder               | 10. Sep. 1979 ID-Nr. 79000665 | 600 Biscayne Boulevard 25° 46′ 48″ N, 80° 11′ 23″ W | |
| 23    | Gesu Church                                                         | weitere Bilder               | 18. Juli 1974 ID-Nr. 74000617 | 118 Northeast 2nd Street 25° 46′ 32″ N, 80° 11′ 31″ W | |
| 24    | Greater Bethel AME Church                                           | weitere Bilder               | 17. Apr. 1992 ID-Nr. 88002987 | 245 Northwest 8th Street 25° 46′ 54″ N, 80° 11′ 57″ W | Teil der Downtown Miami MRA |
| 25    | I. and E. Greenwald Steam Engine No. 1058                           | weitere Bilder               | 12. März 1987 ID-Nr. 87002197 | 3898 Shipping Avenue 25° 43′ 57″ N, 80° 15′ 27″ W | |
| 26    | Hahn Building                                                       | weitere Bilder               | 4. Jan. 1989 ID-Nr. 88002989  | 140 Northeast 1st Avenue 25° 46′ 32″ N, 80° 11′ 32″ W | Teil der Downtown Miami MRA |
| 27    | HALF MOON (shipwreck)                                               | HALF MOON (shipwreck)        | 31. Mai 2001 ID-Nr. 01000531  | nahe Key Biscayne 25° 43′ 39″ N, 80° 8′ 4″ W | |
| 28    | Halissee Hall                                                       | weitere Bilder               | 1. Okt. 1974 ID-Nr. 74000618  | 1700 Northwest 10th Avenue 25° 47′ 17″ N, 80° 12′ 53″ W | |
| 29    | Huntington Building                                                 | weitere Bilder               | 4. Jan. 1989 ID-Nr. 88002976  | 168 Southeast 1st Street 25° 46′ 28″ N, 80° 11′ 27″ W | Teil der Downtown Miami MRA |
| 30    | Ingraham Building                                                   | weitere Bilder               | 4. Jan. 1989 ID-Nr. 88002958  | 25 Southeast 2nd Avenue 25° 46′ 23″ N, 80° 11′ 25″ W | Teil der Downtown Miami MRA |
| 31    | J & S Building                                                      | J & S Building               | 4. Jan. 1989 ID-Nr. 88002967  | 221–233 Northwest 9th Street 25° 46′ 55″ N, 80° 11′ 53″ W | Teil der Downtown Miami MRA |
| 32    | Dr. James M. Jackson Office                                         | weitere Bilder               | 24. Feb. 1975 ID-Nr. 75000550 | 190 Southeast 12th Terrace 25° 45′ 39″ N, 80° 11′ 25″ W | |
| 33    | The Kampong                                                         | weitere Bilder               | 1. März 1984 ID-Nr. 84000837  | 25° 43′ 1″ N, 80° 15′ 11″ W | |
| 34    | Kentucky Home                                                       | Kentucky Home                | 4. Jan. 1989 ID-Nr. 88002969  | 1221 and 1227 Northeast 1st Avenue 25° 47′ 10″ N, 80° 11′ 31″ W | Teil der Downtown Miami MRA |
| 35    | Lummus Park Historic District                                       | weitere Bilder               | 25. Okt. 2006 ID-Nr. 06000952 | Etwa begrenzt durch die Northwest Second Street, Northwest Third Court, Northwest Fourth Street und den Northwest North River Drive 25° 46′ 36,7″ N, 80° 12′ 4,2″ W | |
| 36    | Lyric Theater                                                       | weitere Bilder               | 4. Jan. 1989 ID-Nr. 88002965  | 819 Northwest 2nd Avenue 25° 46′ 55″ N, 80° 11′ 53″ W | Teil der Downtown Miami MRA |
| 37    | Martina Apartments                                                  | Martina Apartments           | 4. Jan. 1989 ID-Nr. 88002981  | 1023 South Miami Avenue 25° 45′ 49″ N, 80° 11′ 35″ W | Teil der Downtown Miami MRA |
| 38    | Meyer-Kiser Building                                                | weitere Bilder               | 4. Jan. 1989 ID-Nr. 88002991  | 139 Northeast 1st Building 25° 46′ 30″ N, 80° 11′ 29″ W | Teil der Downtown Miami MRA |
| 39    | Miami City Hospital, Building No. 1                                 | weitere Bilder               | 31. Dez. 1979 ID-Nr. 79000666 | 1611 Northwest 12th Avenue 25° 47′ 29″ N, 80° 12′ 45″ W | |
| 40    | Miami Edison Senior High School                                     | weitere Bilder               | 5. Juni 1986 ID-Nr. 86001212  | 6101 Northwest Second Avenue 25° 49′ 53″ N, 80° 12′ 0″ W | |
| 41    | Miami Senior High School                                            | weitere Bilder               | 18. Juni 1990 ID-Nr. 90000881 | 2450 Southwest First Street 25° 46′ 17″ N, 80° 14′ 10″ W | |
| 42    | Miami Women’s Club                                                  | weitere Bilder               | 27. Dez. 1974 ID-Nr. 74002257 | 1737 North Bayshore Drive 25° 47′ 30″ N, 80° 11′ 10″ W | |
| 43    | Mount Zion Baptist Church                                           | weitere Bilder               | 29. Dez. 1988 ID-Nr. 88003059 | 301 Northwest 9th Street 25° 46′ 21″ N, 80° 11′ 57″ W | Teil der Downtown Miami MRA |
| 44    | Ralph M. Munroe House                                               | weitere Bilder               | 11. Apr. 1973 ID-Nr. 73000575 | 3485 Main Highway 25° 43′ 28″ N, 80° 14′ 33″ W | |
| 45    | Old US Post Office and Courthouse                                   | weitere Bilder               | 4. Jan. 1989 ID-Nr. 88002962  | 100–118 Northeast 1st Avenue 25° 46′ 31″ N, 80° 11′ 33″ W | Teil der Downtown Miami MRA |
| 46    | Olympia Theater and Office Building                                 | weitere Bilder               | 8. März 1984 ID-Nr. 84000839  | 174 East Flager Street 25° 46′ 25″ N, 80° 11′ 27″ W | |
| 47    | Palm Cottage                                                        | weitere Bilder               | 4. Jan. 1989 ID-Nr. 88002957  | 60 Southeast 4th Street 25° 46′ 14″ N, 80° 11′ 33″ W | Teil der Downtown Miami MRA |
| 48    | Pan American Seaplane Base and Terminal Building                    | weitere Bilder               | 20. Feb. 1975 ID-Nr. 75000548 | 3500 Pan American Drive 25° 43′ 40″ N, 80° 14′ 3″ W | |
| 49    | Plymouth Congregational Church                                      | weitere Bilder               | 23. Juli 1974 ID-Nr. 74000615 | 3429 Devon Road 25° 43′ 19″ N, 80° 14′ 18″ W | |
| 50    | Priscilla Apartments                                                | Priscilla Apartments         | 4. Jan. 1989 ID-Nr. 88002986  | 318–320 Northeast 19th Street und 1845 Biscayne Boulevard 25° 47′ 39″ N, 80° 11′ 20″ W                                                                              | Teil der Downtown Miami MRA |
| 51    | Ransom School "Pagoda"                                              | weitere Bilder               | 25. Juli 1973 ID-Nr. 73000572 | 3575 Main Highway 25° 43′ 21″ N, 80° 14′ 4″ W | |
| 52    | S & S Sandwich Shop                                                 | weitere Bilder               | 4. Jan. 1989 ID-Nr. 88002994  | 1757 Northeast 2nd Street 25° 47′ 33″ N, 80° 11′ 28″ W | Teil der Downtown Miami MRA |
| 53    | St. John’s Baptist Church                                           | weitere Bilder               | 17. Apr. 1992 ID-Nr. 88002970 | 1328 Northwest 3rd Avenue 25° 47′ 13″ N, 80° 12′ 1″ W | Teil der Downtown Miami MRA |
| 54    | Sears, Roebuck and Company Department Store                         | weitere Bilder               | 8. Aug. 1997 ID-Nr. 84003903  | 1300 Biscayne Boulevard 25° 47′ 14″ N, 80° 11′ 24″ W | |
| 55    | Security Building                                                   | weitere Bilder               | 4. Jan. 1989 ID-Nr. 88002990  | 117 Northeast 1st Avenue 25° 46′ 31″ N, 80° 11′ 31″ W | Teil der Downtown Miami MRA |
| 56    | Shoreland Arcade                                                    | weitere Bilder               | 4. Jan. 1989 ID-Nr. 88002992  | 120 Northeast 1st Street 25° 46′ 28″ N, 80° 11′ 29″ W | Teil der Downtown Miami MRA |
| 57    | South River Drive Historic District                                 | weitere Bilder               | 10. Aug. 1987 ID-Nr. 87000671 | 428 und 438 Southwest First Street, 437 Southwest Second Street sowie 104, 109 und 118 Southwest South River Drive 25° 46′ 20″ N, 80° 12′ 6″ W                      | |
| 58    | Southside School                                                    | weitere Bilder               | 4. Jan. 1989 ID-Nr. 88002980  | 45 Southwest 13th Street 25° 45′ 41″ N, 80° 11′ 58″ W | Teil der Downtown Miami MRA |
| 59    | Trapp Homestead                                                     | weitere Bilder               | 10. Nov. 1994 ID-Nr. 94001279 | 2521 South Bayshore Drive 25° 44′ 1″ N, 80° 14′ 17″ W | |
| 60    | Trinity Episcopal Cathedral                                         | weitere Bilder               | 10. Okt. 1980 ID-Nr. 80000945 | 464 Northeast 16th Street 25° 47′ 24″ N, 80° 11′ 12″ W | |
| 61    | U.S. Car No. 1                                                      | weitere Bilder               | 24. Aug. 1977 ID-Nr. 77000401 | 3398 Southwest 9th Avenue 25° 37′ 1,6″ N, 80° 24′ 2,3″ W | |
| 62    | US Coast Guard Air Station at Dinner Key                            | weitere Bilder               | 19. Dez. 2002 ID-Nr. 02001535 | 2600 South Bayshore Drive 25° 43′ 51″ N, 80° 14′ 4″ W | |
| 63    | US Post Office and Courthouse                                       | weitere Bilder               | 14. Okt. 1983 ID-Nr. 83003518 | 300 Northeast 1st Avenue 25° 46′ 38″ N, 80° 11′ 34″ W | |
| 64    | Vagabond Motel                                                      | Vagabond Motel               | 29. Dez. 2014 ID-Nr. 14001086 | 7301 Biscayne Blvd. 25° 50′ 34,4″ N, 80° 11′ 2,2″ W | |
| 65    | Venetian Causeway                                                   | weitere Bilder               | 13. Juli 1989 ID-Nr. 89000852 | Northeast 15th Street und Dade Boulevard 25° 47′ 21″ N, 80° 11′ 21″ W                                                                                               | führt nach Miami Beach |
| 66    | Virginia Key Beach Park                                             | weitere Bilder               | 28. Juni 2002 ID-Nr. 02000681 | Östlich der Biscayne Bay und nördlich des Rickenbacker Causeway 25° 44′ 2″ N, 80° 9′ 43″ W                                                                          | |
| 67    | Vizcaya                                                             | weitere Bilder               | 29. Sep. 1970 ID-Nr. 70000181 | 3251 South Miami Avenue; etwa begrenzt durch den South Dixie Highway, Southwest 32nd Road und die South Miami Avenue 25° 44′ 37″ N, 80° 12′ 37″ W                   | Umgewandelt in ein National Historic Landmark am 19. April 1994. National Register Information System. In: National Register of Historic Places. National Park Service (englisch). |
| 68    | Walgreen Drug Store                                                 | weitere Bilder               | 4. Jan. 1989 ID-Nr. 88002982  | 200 East Flagler Street 25° 46′ 29″ N, 80° 11′ 25″ W | Teil der Downtown Miami MRA |
| 69    | J. W. Warner House                                                  | weitere Bilder               | 1. Juni 1983 ID-Nr. 83001419  | 111 Southwest 5th Avenue 25° 46′ 24″ N, 80° 12′ 10″ W | |
| 70    | Woman’s Club of Coconut Grove                                       | weitere Bilder               | 26. März 1975 ID-Nr. 75000549 | 2985 South Bayshore Drive 25° 43′ 37″ N, 80° 14′ 24″ W | |